# Дельвіна (округ)
Дельвіна (алб. Rrethi i Delvinës) — один із 36 округів Албанії.
Округ займає територію 367 км² і відноситься до області Вльора. Адміністративний центр — місто Дельвіна.
Це наймалонаселеніший округ Албанії (11 985 жителів). Майже половина населення округу належить до грецької меншини. 18 з 37 сіл округу населені здебільшого греками. Багато греків і албанців, особливо молодь, покинули країну після розпаду соціалістичної системи з економічних причин. За 10 років понад 40% населення перебралося в Грецію, що не могло не позначитися на економіці округу — тут дуже мало робочих місць, окрім того округ не має виходу до моря.

## Географічне положення
Округ Дельвіна розташований в південній частині Албанії і межує з округом Саранда. Округ відділений від морського узбережжя грядою пагорбів, а від долини річки Дрин гірською грядою Mali i Gjerë. Південно-західну частину округу займає рівнина. На півночі і сході височать гори і пагорби. Річка Бистриця протікає по округу зі сходу на захід.

## Пам'ятки
Відоме карстове джерело Блакитне око (Syri i Kaltër), з історичної точки зору примітна церква святого Миколая (Shën Kollë) в Месопотамі, котра вважається деякими істориками найстарішою збереженою візантійською церквою Албанії, в той час як інші історики датують її кінцем XIII століття. Недалеко від неї на пагорбі біля села Фінік знаходяться руїни античного міста Phoinike.

## Адміністративний поділ
На території округу розташовані місто Дельвіна і 3 громади: Фінік, Месопотам, Вергі.